# Médéric-Clément Lechalas
Médéric-Clément Lechalas, né à Angers le 8 janvier 1820 et mort à Rouen le 12 juillet 1904, est un ingénieur des ponts et chaussées qui a marqué de son empreinte la transformation de l'estuaire de la Loire, afin de le rendre davantage navigable.

## Biographie

### Famille
Né le 8 janvier 1820, Médéric-Clément Lechalas est le fils de Médéric Lechalas (1783-1847), notaire à Angers, et de Joséphine Tharreau (1795-1882, nièce de François-Charles Tharreau).
Il eut un frère et une sœur également nés tous les deux à Angers. Son frère, Gustave-Augustin, est né en 1821 et était avocat au moment de son mariage en 1850 à Mont-de-Marsan avec Joséphine Coiquaud, puis sans doute directeur d'assurance et/ou banquier à Angers. Sa sœur, Marie-Lucile (1832-1933, épousa en 1853 à Angers, Henri-Joseph Lourmand, industriel nantais, associé à Antoine-Thomas Serpette et Édouard Lorois au sein de la savonnerie « Serpette-Lourmand-Lorois ».
Gendre de Claude Gabriel Simon, il a un fils, Georges Lechalas, ingénieur en chef des ponts et chaussées ayant exercé à Rouen.

### Formation
Le jeune Médéric-Clément fut inscrit à l'institut dirigé par Alexis Papot, situé rue Mondésir à Nantes. Papot y était aussi le professeur de mathématiques de l'établissement. À la sortie de cet institut, en 1838, Médéric-Clément intégra l'École polytechnique le 1er novembre. En 1841, il poursuivit sa formation d'ingénieur au sein de l'école d'application des ponts et chaussées. La formation pratique sur le terrain fut confortée par deux missions, l'une à Agen, l'autre à Nantes, avant qu'il ne soit appelé à un poste d'activité le 1er septembre 1842, à Périgueux, avec le titre d'aspirant ingénieur. Il y resta peu, passa quelque temps à Angers, puis fut affecté au service d'un arrondissement de la Loire-Inférieure, à Nantes, le 1er septembre 1843.

### Carrière
C'est lors de la première partie de sa carrière professionnelle qui s'est déroulée à Nantes, de 1843 à 1871 qu'il prit conscience de cet épineux problème, pour l'avenir du port de cette ville. Durant son séjour nantais, il fut détaché à sa demande, du corps des Ponts et Chaussées, et occupa de 1864 à 1871 le poste d'ingénieur en chef de la ville. Il fut à ce titre responsable d'un certain nombre de travaux remarquables au sein de celle-ci. Il œuvre à la construction du marché couvert de la place de la Petite-Hollande, construit en 1867 et démoli en 1932. À peu près au même moment, il soutient le projet de construction de la synagogue de Nantes, et il dresse le plan de rénovation de la place Saint-Pierre.
Curieusement, c'est lors de cet « exil volontaire » qu'il conçut les nouvelles propositions de l'aménagement de l'estuaire de la Loire, qui devaient s'opposer au projet de canal latéral dit canal de la Martinière, lequel fut malgré tout construit et ouvert à la navigation en 1892.
Médéric-Clément Lechalas quitta Nantes à la fin de l'année 1871, pour occuper son nouveau poste à Rouen, en tant qu'ingénieur en chef des ponts et chaussées au service ordinaire de la Seine-Inférieure. À l'heure de la retraite en 1885, il aurait pu ralentir son activité qui fut toujours intense. Il n'en fut rien, bien au contraire, car il mit toute son énergie à la publication de l''Encyclopédie des Travaux publics qu'il avait mise sur les rails quelques années avant de cesser son activité professionnelle.
Ayant pris conscience de l'impasse que constituait le canal de la Martinière pour la navigation, c'est en 1903, à peine un an avant sa mort, que l'on décida de mettre en application ses propositions pour l'aménagement de l'estuaire de la Loire.

## Hommages

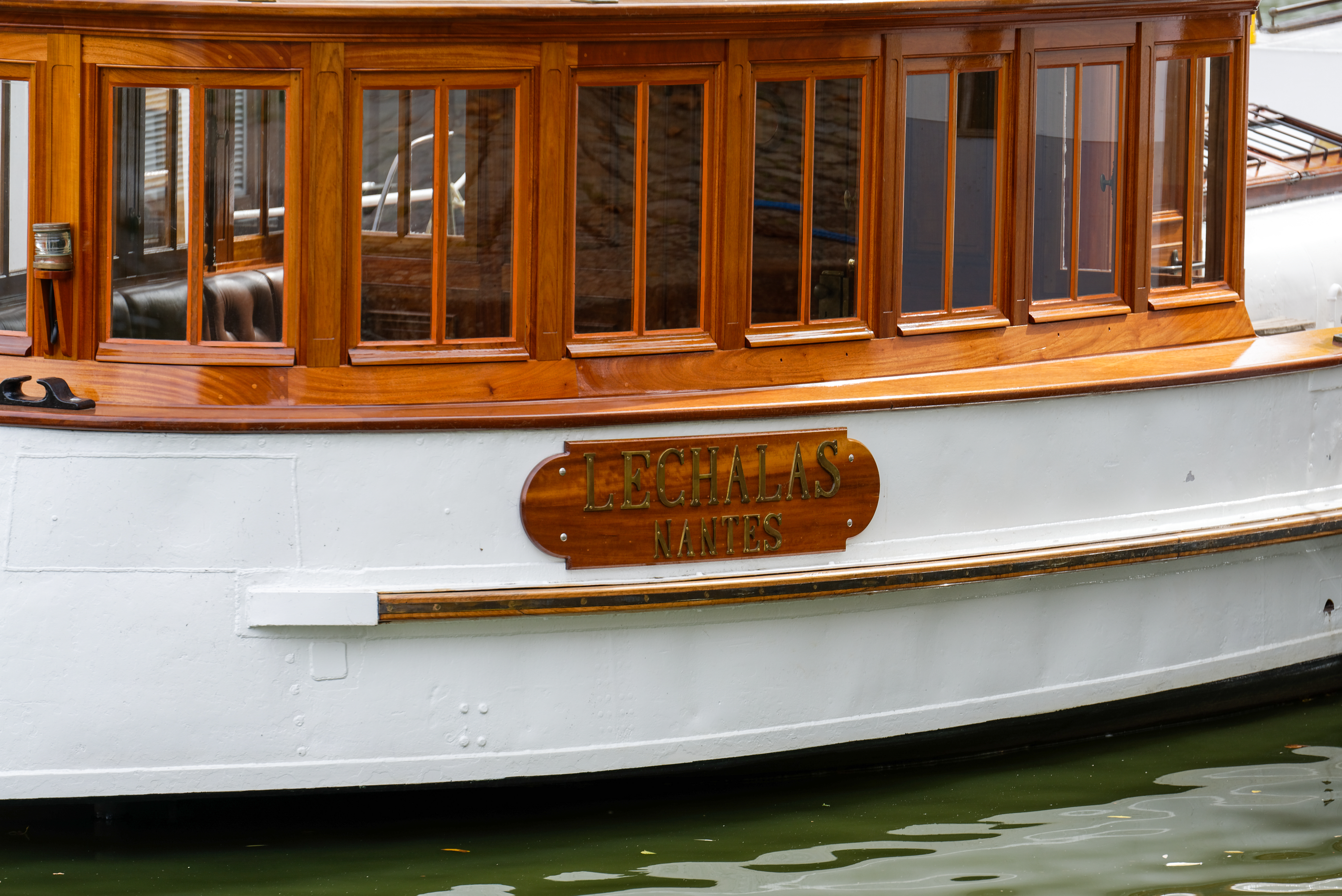
Le Lechalas (Vedette à vapeur des Ponts et Chaussées)

Un ancien bateau de service et de surveillance de Service des ponts et chaussées, porte le nom de Lechalas en sa mémoire. Ce navire mouillant à Nantes, a été construit en 1912 et classé aux monuments historiques depuis 1986.

## Œuvres
- Malthus, imprimerie Vve C. Mellinet, 1847
- Reconstruction de deux ponts, à Nantes. Endiguements de la Basse-Loire, détails d'exécution. Théorie générale des débits dans la partie maritime des fleuves. Forme de carénage de Paimbœuf, Paris, Dunod-éditeur, 1865
- Transformation de la Basse-Loire et du port de Nantes, imprimerie Vve C. Mellinet, 1868
- Transformation de la Basse-Loire. Avant-projet, Chambre de Commerce de Nantes, 25 juillet 1869
- Nantes et la Loire, Chambre de Commerce de Nantes, 1870
- Hydraulique fluviale, collection Encyclopédie des Travaux publics, édition originale 1884, réédition 2012